# Paolo Bacilieri
Paolo Bacilieri, all'anagrafe Paolo Baccilieri (Jolanda di Savoia, 14 novembre 1925 – Bologna, 22 dicembre 1997), è stato un cantante italiano.

## Biografia
Esordisce come cantante da bambino, a soli sei anni, durante uno spettacolo scolastico di raccolta di fondi per la Croce Rossa.
L'attività professionistica inizia invece negli anni cinquanta: mentre è studente universitario di architettura a Bologna, ha l'opportunità di farsi ascoltare dal maestro Lelio Luttazzi, che lo invita a partecipare al programma radiofonico Il motivo in maschera.
Viene così ingaggiato dall'RCA Italiana, incide i suoi primi dischi e s'impone nel genere che all'epoca era definito confidenziale, i cui maggiori esponenti in Italia sono stati Teddy Reno, Emilio Pericoli, Nicola Arigliano e Johnny Dorelli.
Nel 1957 effettua una tournée in Unione Sovietica insieme a Nilla Pizzi; l'anno successivo partecipa al V Festival della nuova canzone siciliana, che si svolge a Palermo, col brano Bambina siciliana.

Nuccia Bongiovanni e Paolo Bacilieri nel Il Musichiere 1959

Conquista la grande popolarità quando si trova a sostituire proprio Dorelli nel celebre gioco televisivo Il Musichiere, di cui sarà ospite fisso, in coppia con Nuccia Bongiovanni (e accompagnato dall'orchestra del maestro Gorni Kramer), interpretando i motivi che i concorrenti devono indovinare.
Grazie a questa fortunata trasmissione ottiene i maggiori successi discografici, primo fra tutti la sigla di chiusura Domenica è sempre domenica, scritta da Kramer, Garinei e Giovannini.
Terminata la spinta promozionale del Musichiere, la voce di Bacilieri e il suo stile da crooner  vengono sopraffatti dal rock and roll, dagli urlatori e dalle nuove mode musicali che si affermano negli anni sessanta: lascia l'RCA per passare prima alla casa discografica La Voce del Padrone e poi alla Fonocrom, per cui incide gli ultimi dischi senza successo.
Uscito dal mercato discografico, Bacilieri continua comunque a esibirsi nelle feste di piazza e nei night club, e intanto investe i suoi risparmi aprendo a Riccione un famoso locale, La Stalla, che ospita nella stagione estiva numerosi artisti; tra gli altri, tiene a battesimo un gruppo di giovani musicisti allora sconosciuti: i Pooh. Presentatore della "Stalla" era Nando Pucci Negri. Dopo la chiusura della "Stalla" aprì un night club a Bologna, città dove viveva, il "Black Shadow".
Nel 1979 ha una piccola disavventura giudiziaria legata alla gestione del locale, per cui viene condannato a sei mesi di carcere (che gli vengono però interamente condonati).
In anni più recenti ha partecipato come cantante a manifestazioni jazzistiche interpretando standard della musica statunitense. Cantava nei concerti di Romano Mussolini .
Tra i brani interpretati da Paolo Bacilieri sono da ricordare i seguenti: Per un bacio d'amor, Fantastica, Mille mandolini, La ragazza del montgomery, Mia cara Carolina, Mi abituerò, Non c'è sabato senza sole e soprattutto Ufemia.

## Discografia parziale

### 78 giri
- 1955 - Barba capelli e baffi/Vorrei piacere a te (RCA Italiana, A25V 0097)
- 1955 - Dillo chitarra/Sentimental rhapsody (RCA Italiana, A25V 0144)
- 1955 - Grisbi/Adios (RCA Italiana, A25V 0145)
- 1955 - Il primo viaggio/Non penserò che a te (RCA Italiana, A25V 0177)
- 1955 - Il Tevere scorre a Brooklin/Jamais, toujours (RCA Italiana, A25V 0194)
- 1955 - Je parle romanesco/Il sogno dell'attacchino (RCA Italiana, A25V 0195)
- 1955 - Un turista ad Harlem/Chi sarà (RCA Italiana, A25V 0198)
- 1955 - Pensami/Pecos Bill (RCA Italiana, A25V 0209)
- 1955 - Un bicchiere di Bordeaux/Smile (RCA Italiana, A25V 0235)
- 1955 - Stornello d'amore/Vecchia Vibo (RCA Italiana, A25V 0256)
- 1955 - Johnny Mandolino/L'americano (RCA Italiana, A25V 0404)
- 1955 - Cobra/Mea culpa (RCA Italiana, A25V 0405)
- 1955 - Sciopero del cuore/Pecos Bill (RCA Italiana, A25V 0426)
- 1956 - Vogliamoci tanto bene/'na canzona pe' ffà l'ammore (RCA Italiana, A25V 0543)
- 1956 - C'è un po' di cielo/Amore e destino (RCA Italiana, A25V 0547)

### 45 giri
- 1956 - Vogliamoci tanto bene/'na canzona pe' ffà l'ammore (RCA Italiana, N 0543)
- 1956 - C'è un po' di cielo/Amore e destino (RCA Italiana, N 0547)
- 1957 - Piccolissima serenata/Calypso in the rain (RCA Italiana, N 0624)
- 1958 - Sinceramente/Perry Como (sorride a te...) (RCA Italiana, N 0714)
- 29 dicembre 1958 - Scoubidou/Nessuno al mondo (Combo Record, 5196)
- 29 dicembre 1958 - Sei tutta un pericolo/Tu (non devi farlo più) (Combo Record, 5197)
- 1959 - Concertino/Scritto (Combo Record, 5228)
- 1959 - Lentischi e fichi d'india/Cow-Boy (Combo Record, 5231; con i Combos)
- 1959 - Serenella/Fatalona (Combo Record, 5256; con l'orchestra di Gorni Kramer)
- 1961 - Acqua e sapone/M'abituerò (La Voce del Padrone, N 0714)
- 1962 - Mille mandolini/Filo di seta (Ciak, CK 5006)
- 1963 - Se avessi vent'anni di meno/E poi...e poi...e poi... (Ciak, CK 5018)
- 1963 - Un'ora solamente/Se il cielo (Ciak, CK 5019)
- 1963 - Ti voglio offrire un whisky alla stazione/È scritto (Ciak, CK 5020)

### EP
- Febbraio 1958 - Piccolissima serenata/Ricordando pic-nic/Quando una ragazza.../Calypso in the rain (RCA Italiana, A72V 0186)
- 1958 - Simpatica/Domenica è sempre domenica/Stasera al cinema/Non so dir ti voglio bene (RCA Italiana, EPA 30245)
- 1958 - Fantastica/Calypso serenade/Serenata Zum-Zum-Zu/Cerco qualcuno che m'ami (RCA Italiana, EPA 30248)
- 1959 - Te amo/La più bella del mondo/Perché tu non vuoi/Una notte ancora (RCA Italiana, EPA 30250)
- 1959 - Sinceramente/Perry Como (sorride a te...)/Sceglierei sempre te/Calypso goal (RCA Italiana, EPA 30279)

### 45 giri Flexy-disc
Sono incisi da un solo lato e allegati in omaggio alla rivista Il Musichiere:
- 1959 - Julia (The Red Record, N. 20019) (Il Musichiere N° 30, 30 luglio)
- 1959 - I Sing "Ammore" (The Red Record, N. 20036) (Il Musichiere N° 47, 26 novembre)
- 1959 - Accarezzame (The Red Record, N. 20039) (Il Musichiere N° 50, 17 dicembre)

### Compilation
- 1958 - Made in Sicily: V Festival della canzone siciliana - Palermo 1958 (RCA Italiana, LPM 10020; Paolo Bacilieri esegue Bambina siciliana)
- 1958 - II "Sagra della Canzone Nova" Assisi 1958 (RCA Italiana, LPM 10030; Paolo Bacilieri esegue Il vento sa ascoltare e Resta con noi)

## Programmi radio RAI
- Il motivo in maschera , varietà musicale con indovinelli e premi, presentato da Mike Bongiorno, Isa Bellini con l'orchestra di Lelio Luttazzi, cantano Paolo Bacilieri, Jula de Palma ed Emilio Pericoli, secondo programma, i martedì ore 20,30 1954.
- Dieci canzoni da lanciare , cantano Paolo Bacilieri, Bruno Rosettani, Vittoria Mongardi, Quartetto Gaio, Emilio Pericoli, Nella Colombo, Giorgio Consolini, Christina Denise, Gianni Ravera, Luciano Benevene e Jula de Palma. con le orchestre Carlo Savina, Armando Fragna e Lelio Luttazzi. le domeniche sera ore 21 1954.